# Peter John (Kanute)
Peter John ist ein ehemaliger deutscher Kanute.

## Leben
Peter John paddelte während seiner aktiven Karriere für den ESV Lok Raw Cottbus und den Kanuklub Charlottenburg. Seine größten Erfolge waren neben dem Titel bei den Juniorenweltmeisterschaften 1995 im Canadier-Vierer zwei Bronzemedaillen: Im Jahr 1999 holte er zusammen mit Patrick Schulze sowohl bei den Weltmeisterschaften in Mailand als auch bei den Europameisterschaften in Zagreb den dritten Platz im Zweier-Canadier.
Peter John ist verheiratet mit der Olympiasiegerin von 2012 im Kajak-Zweier, Franziska John (geb. Weber). Das Paar lebt in Potsdam.